# Branden Grace
Branden, John Grace (née le 20 mai 1988 à Pretoria) est un golfeur sud-africain qui joue sur le Tour Européen, le PGA Tour, et le Sunshine Tour, passé professionnel en 2007. En 2012, il est devenu le premier joueur de l'histoire du Tour Européen à remporter ses quatre premières victoires sur le circuit européen la même année. Il rejoint le PGA Tour pour la saison 2016. Il rentre dans l'histoire le 22 juillet 2017 en étant le premier golfeur à réaliser une carte de 62 dans un majeur.

## Carrière professionnelle

### 2007-2011
En 2007, pour sa première saison en tant que professionnel, Branden Grace débute sur le Challenge Tour, le deuxième niveau du Tour Européen. Il y joue seulement huit tournois, mais se classe deux fois dans les dix premiers. En 2008, il joue sur le Challenge Tour et sur le Sunshine Tour. Il termine la saison à la 35e place de l'Ordre du Mérite du Challenge Tour, avec trois top 10, dont un play-of à trois perdu face à Rafael Cabrera-Bello et Seve Benson. Il obtient une première fois sa carte sur le Tour Européen pour l'année 2009 par le biais des qualifications.
En 2009, sur le Sunchine Tour, il termine deuxième de l'Open d'Afrique derrière Retief Goosen. Il termine dans les dix premiers à sept reprises lors des neuf tournois qu'il joue et fini à la 11e place de l'Ordre du Mérite. Il remporte son premier tournoi professionnel en 2010 lors du Coca-Cola Charity Championship, tournoi comptant pour le Sunshine Tour. En 2011, il termine 24e à l'Ordre du Mérite du Challenge Tour, avec cinq tournois terminé dans les 10 premiers, et termine en 7e position sur le Sunshine Tour. En fin de saison, il obtient ses droits de jeux sur le Tour Européen pour 2012.

### 2012: Saison de la consécration
En janvier, il remporte avec un coup d'avance sur Jamie Elsen le Joburg Open, tournoi co-sanctionné par l'European Tour et le Sunshine Tour. Cela lui permet de se qualifier in extremis pour le Volvo Golf Champions, disputé la semaine suivante et regroupant les vainqueurs des tournois du Tour Européen. Il remporte celui-ci en battant ses compatriotes Ernie Els et Retief Goosen en play-off grâce à un birdie sur le premier trou. Cela lui permet d'être classé parmi les cent meilleurs joueurs au Classement Mondial.
Le 22 avril, il remporte son troisième tournoi sur le Tour Européen, le Volvo China Open. Seuls deux joueurs plus jeunes que lui ont remporté trois titres européens en une seule saison : Seve Ballesteros à trois reprises entre 1977 et 1980, et Sandy Lyle en 1979. Il est aussi le troisième Sud-Africain à remporter trois tournois en une seule saison, rejoignant Ernie Els et Retief Goosen. Il est également le deuxième joueur du Tour Européen à gagner trois fois lors de sa première saison. En septembre, il remporte son troisième succès sur le Sunshine tour.
Le 7 octobre, il gagne son quatrième titre sur le Tour Européen, le cinquième en 2012 tous circuits confondus, lors de l'Alfred Dunhill Links Championship. Il bat le record du tournoi pour gagner avec -22 sous le par, avec deux coups d'avance sur Thorbjørn Olesen. Il bat un autre record lors de ce tournoi en rendant une carte de 60 obtenu sur le parcours de Kingsbarns lors du premier tour. Cela lui permet de ce classer à la troisième place de la Race to Dubai ainsi qu'à la 37e place au classement mondial. Il finit sa saison en remportant l'Ordre du Mérite du Sunshine Tour.

### 2013-2016
2013 est une moins bonne saison pour Branden Grace, sur le Tour Européen il termine 18e de la Race to Dubai. il signe pour meilleur résultat une deuxième place lors du Scottish Open, battu en play-of par Phil Mickelson.
La saison 2014 est une deuxième saison sans victoire pour le Sud-Africain. Il termine à la 31e place de la Race to Dubai, avec pour meilleure performance une place de deuxième lors du Volvo Golf Champions.
En décembre 2014, mais au titre de la saison 2015 du Tour Européen, il remporte son cinquième tournoi du Tour Européen, le premier depuis 2012, lors de l'Alfred Dunhill Championship avec une avance de 7 coups sur son compatriote Louis Oosthuizen. Il décroche une deuxième victoire en janvier 2015 au Qatar Masters. Le mois suivant, il remporte un nouveau tournoi, cette fois si sur le Sunshine Tour, le Dimension Data Pro-Am, avec deux coups d'avance sur son compatriote Keith Horne.
Lors de l'US Open de golf 2015, deuxième majeur de la saison disputé cette année la à Chambers Bay, il fait partie des joueurs en tête du tournoi après les 54 premiers trous. Le dimanche, il joue en avant dernière parti avec le futur vainqueur Jordan Spieth. Il est en position de gagner jusqu'au trou 16 lorsqu'il envoie sa balle hors limite, l'obligeant à rejouer depuis le départ, ce qui entraine un double bogey. Il termine la dernière journée avec un score de 71 et une 4e place final.
Après une 20e place à l'Open britannique, il finit pour la deuxième fois de sa carrière dans les cinq premiers d'un tournoi majeur avec une 3e place au Championnat de la PGA.
Sélectionné pour disputer la Presidents Cup avec l'équipe international, il connait une excellente semaine. Le jeudi, 1er jour de la compétition, il fait équipe avec son compatriote Sud-Africain Louis Oosthuizen. Ensemble ils battent Matt Kuchar et Patrick Reed 3&2. Le vendredi il fait de nouveau équipe avec Louis Oosthuizen. Ils dominent le numéro un mondial Jordan Spieth et Dustin Johnson 4&3. Le 3e jour, il est de nouveau associé à Louis Oosthuizen. Ensemble ils gagnent le matin en battant 3&2 l'équipe formé de Patrick Reed et Rickie Fowler puis remportent l'après-midi leurs quatrième match contre un duo américain jusque-là invaincu composé de Bubba Watson et de J. B. Holmes. C'est le seul match du duo à aller jusqu'au 18e trou, les deux équipes y arrivent à égalité. Les Sud-Africains remportent le trou et par la même occasion le match. Lors de la dernière journée, en simple, il joue de nouveau contre Matt Kuchar. Il prend rapidement la tête, dominant son adversaire sur les neuf premiers trous et remporte son match 2&1. C'est la cinquième fois en Presidents Cup qu'un joueur remporte ses cinq matchs, et seulement le deuxième joueur de l'équipe international à accomplir cet exploit.
En janvier 2016, il réussit à conserver son titre au Qatar Masters, ce qui représente sa septième victoire sur le Tour Européen. Il termine le tournoi avec deux coups d'avance sur Rafael Cabrera-Bello et Thorbjørn Olesen, alors qu'il entame son dernier jour avec deux coups de retard sur le leader, Paul Lawrie. Il est le premier joueur à remporter ce tournoi deux fois de suite.
Le 17 avril 2016, il remporte sa première victoire sur le PGA Tour lors du RBC Heritage, en signant une carte de 66 lors du dernier tour. Il prend ensuite la 5e place de l'US Open puis la 4e au Championnat de la PGA.

## Victoires professionnelles (11)

### Victoire sur le PGA Tour (1)
| Ordre. | Date          | Tournoi      | Score                | Avance  | Deuxième                  |
| ------ | ------------- | ------------ | -------------------- | ------- | ------------------------- |
| 1      | 17 avril 2016 | RBC Heritage | -9 (66-74-69-66=275) | 2 coups | Luke Donald, Russell Knox |

### Victoires sur le Tour européen (8)
| Ordre. | Date             | Tournoi                           | Score                 | Avance  | Deuxième(s)                            |
| ------ | ---------------- | --------------------------------- | --------------------- | ------- | -------------------------------------- |
| 1      | 15 janvier 2012  | Joburg Open1                      | −17 (67-66-65-72=270) | 1 coup  | Jamie Elson                            |
| 2      | 22 janvier 2012  | Volvo Golf Champions              | −12 (68-66-75-71=280) | Playoff | Ernie Els, Retief Goosen               |
| 3      | 22 avril 2012    | Volvo China Open2                 | −21 (67-67-64-69=267) | 3 coups | Nicolas Colsaerts                      |
| 4      | 7 octobre 2012   | Alfred Dunhill Links Championship | −22 (60-67-69-70=266) | 2 coups | Thorbjørn Olesen                       |
| 5      | 14 décembre 2014 | Alfred Dunhill Championship1      | −20 (62-66-72-68=268) | 7 coups | Louis Oosthuizen                       |
| 6      | 24 janvier 2015  | Commercial Bank Qatar Masters     | −19 (67-68-68-66=269) | 1 coup  | Marc Warren                            |
| 7      | 30 janvier 2016  | Commercial Bank Qatar Masters (2) | −14 (70-67-68-69=274) | 2 coups | Rafael Cabrera-Bello, Thorbjørn Olesen |
| 8      | 12 novembre 2017 | Nedbank Golf Challenge            | −11 (68-75-68-66=277) | 1 coup  | Scott Jamieson                         |

Play-of sur le Tour European (1-1)
| Ordre | Année | Tournoi                                 | Adversaire(s)            | Résultat                              |
| ----- | ----- | --------------------------------------- | ------------------------ | ------------------------------------- |
| 1     | 2012  | Volvo Golf Champions                    | Ernie Els, Retief Goosen | Gagné avec birdie sur le premier trou |
| 2     | 2013  | Aberdeen Asset Management Scottish Open | Phil Mickelson           | Perdu pour birdie sur le premier trou |

### Victoires sur le Sunshine Tour (5)
| Ordre | Date              | Tournoi                        | Score                 | Avance  | Deuxième                            |
| ----- | ----------------- | ------------------------------ | --------------------- | ------- | ----------------------------------- |
| 1     | 18 novembre 2010  | Coca-Cola Charity Championship | −7 (68-71-70=209)     | 2 coups | Ulrich van den Berg, Justin Walters |
| 2     | 15 janvier 2012   | Joburg Open1                   | −17 (67-66-65-72=270) | 1 coup  | Jamie Elson                         |
| 3     | 28 septembre 2012 | Vodacom Origins of Golf Final  | −10 (69-72-68=209)    | 3 coups | Allan Versfeld                      |
| 4     | 14 décembre 2014  | Alfred Dunhill Championship1   | −20 (62-66-72-68=268) | 7 coups | Louis Oosthuizen                    |
| 5     | 22 février 2015   | Dimension Data Pro-Am          | −11 (71-68-69-70=278) | 2 coups | Keith Horne                         |

1 Co-sanctionné par le Tour Européen et le Sunshine Tour.
2 Co-sanctionné par le Tour Européen Tour et l'Asian Tour.

## Résultats dans les tournois majeurs
| Tournament            | 2009 | 2010 | 2011 | 2012 | 2013 | 2014 | 2015 | 2016 | 2017 |
| --------------------- | ---- | ---- | ---- | ---- | ---- | ---- | ---- | ---- | ---- |
| Masters Tournament    | DNP  | DNP  | DNP  | DNP  | T18  | CUT  | CUT  | CUT  | T27  |
| U.S. Open             | DNP  | DNP  | DNP  | T51  | CUT  | DNP  | T4   | T5   | T50  |
| The Open Championship | T43  | DNP  | DNP  | T77  | T64  | T36  | T20  | T72  | T6   |
| PGA Championship      | DNP  | DNP  | DNP  | CUT  | CUT  | T46  | 3    | T4   | CUT  |

DNP = non joué
CUT = cut raté
"T" = égalité
Fond jaune pour le top-10.

### Résumé
| Tournament            | Wins | 2d | 3 rd | Top-5 | Top-10 | Top-25 | Events | Cuts made |
| --------------------- | ---- | -- | ---- | ----- | ------ | ------ | ------ | --------- |
| Masters Tournament    | 0    | 0  | 0    | 0     | 0      | 1      | 5      | 21        |
| U.S. Open             | 0    | 0  | 0    | 2     | 2      | 2      | 5      | 43        |
| The Open Championship | 0    | 0  | 0    | 0     | 1      | 21     | 7      | 7         |
| PGA Championship      | 0    | 0  | 1    | 2     | 2      | 2      | 5      | 3         |
| Totals                | 0    | 0  | 1    | 4     | 5      | 7      | 22     | 16        |

## Résultats en WGC
Les résultats ne sont pas dans l'ordre chronologique avant 2015.
| Tournoi                  | 2012 | 2013 | 2014 | 2015 | 2016 | 2017 |
| ------------------------ | ---- | ---- | ---- | ---- | ---- | ---- |
| Cadillac Championship    | T35  | T49  | T40  | 54   | T23  | T32  |
| Dell Match Play          | DNP  | R64  | R64  | R16  | T18  | T39  |
| Bridgestone Invitational | T36  | T65  | T23  | T17  | T10  | T28  |
| HSBC Champions           | DNP  | T39  | DNP  | T5   | T30  |      |

DNP = Tournoi non jouer
QF, R16, R32, R64 = Tour dans laquelle le joueur a perdu en match play
"T" = Égalité
Fond jaune pour le top-10.

## Compétition par équipe
Professionnel
- Présidents Cup (représentant de l'équipe Internationale) : 2013, 2015
- Coupe du monde (représentant de l'Afrique du Sud) : 2013